# NGC 2596
NGC 2596 est une galaxie spirale située dans la constellation du Cancer. NGC 2596 a été découverte par l'astronome allemand Albert Marth en 1865.

## Caractéristiques
Sa vitesse par rapport au fond diffus cosmologique est de 6 189 ± 18 km/s, ce qui correspond à une distance de Hubble de 91,3 ± 6,4 Mpc (∼298 millions d'al).
À ce jour, 17 mesures non basées sur le décalage vers le rouge (redshift) donnent une distance de 83,094 ± 7,510 Mpc (∼271 millions d'al), ce qui est à l'intérieur des valeurs de la distance de Hubble. Notons cependant que c'est avec la valeur moyenne des mesures indépendantes, lorsqu'elles existent, que la base de données NASA/IPAC calcule le diamètre d'une galaxie et qu'en conséquence le diamètre de NGC 2596 pourrait être d'environ 48,2 kpc (∼157 000 al) si on utilisait la distance de Hubble pour le calculer.
La classe de luminosité de NGC 2596 est II et elle présente une large raie HI. Selon la base de données Simbad, NGC 2596 est une radiogalaxie.

## Supernova
La supernova SN 2003bp a été découverte dans NGC 2596 le 6 mars 2003 par D. Hutchings et W. Li dans le cadre du programme LOTOSS de l'observatoire Lick. Cette supernova était de type Ib.